# Formazioni di V.Premier League giapponese di pallavolo femminile 2012-2013
Formazioni delle squadre di pallavolo partecipanti alla stagione 2012-2013 del V.Premier League giapponese.

## Denso Airybees
| N° | Nome             | Ruolo | Data di nascita  | Nazionalità sportiva |
| -- | ---------------- | ----- | ---------------- | -------------------- |
| -  | Minoru Tatsukawa | All   | 16 agosto 1952   | Giappone             |
| 3  | Riho Ōtake       | C     | 23 dicembre 1993 | Giappone             |
| 4  | Suzuka Hashimoto | S     | 28 agosto 1993   | Giappone             |
| 5  | Sakurako Kumagai | P     | 2 luglio 1989    | Giappone             |
| 6  | Yuko Suzuki      | S     | 12 agosto 1988   | Giappone             |
| 7  | Yurie Nabeya     | S     | 15 dicembre 1993 | Giappone             |
| 8  | Kaori Inoue      | C     | 21 novembre 1982 | Giappone             |
| 10 | Mika Yamada      | L     | 22 giugno 1993   | Giappone             |
| 11 | Nanami Inoue     | C     | 19 giugno 1989   | Giappone             |
| 12 | Miku Izuoka      | S     | 2 luglio 1989    | Giappone             |
| 16 | Risa Ishii       | S     | 19 maggio 1990   | Giappone             |
| 18 | Erika Sakae      | P     | 3 aprile 1991    | Giappone             |
| 19 | Ayana Kijima     | C     | 18 agosto 1991   | Giappone             |
| 20 | Saki Mashiba     | L     | 30 maggio 1991   | Giappone             |
| 21 | Ivana Nešović    | S/O   | 23 luglio 1988   | Serbia               |
| 22 | Yuruka Eguchi    | L     | 19 gennaio 1993  | Giappone             |
| 23 | Saki Kagawa      | C     | 7 giugno 1992    | Giappone             |
| 24 | Madoka Ishizaka  | S     | 29 giugno 1992   | Giappone             |

## Hisamitsu Springs
| N° | Nome                | Ruolo | Data di nascita   | Nazionalità sportiva |
| -- | ------------------- | ----- | ----------------- | -------------------- |
| -  | Kumi Nakada         | All   | 3 settembre 1965  | Giappone             |
| 1  | Miyu Nagaoka        | S     | 25 luglio 1991    | Giappone             |
| 2  | Chizuru Kotō        | P     | 8 settembre 1982  | Giappone             |
| 3  | Risa Shinnabe       | S     | 11 luglio 1990    | Giappone             |
| 4  | Nana Iwasaka        | C     | 3 luglio 1990     | Giappone             |
| 5  | Yumi Mizuta         | C     | 30 novembre 1986  | Giappone             |
| 6  | Yuki Ishii          | S     | 8 maggio 1991     | Giappone             |
| 7  | Mihoko Tsutsui      | S     | 6 dicembre 1985   | Giappone             |
| 8  | Rika Nomoto         | S     | 21 settembre 1991 | Giappone             |
| 9  | Kanako Hirai        | C     | 15 aprile 1984    | Giappone             |
| 10 | Kotoki Zayasu       | L     | 11 gennaio 1990   | Giappone             |
| 11 | Maiko Kanō          | P     | 15 luglio 1988    | Giappone             |
| 12 | Mizuki Minami       | P     | 19 febbraio 1993  | Giappone             |
| 13 | Shiori Murata       | S     | 23 giugno 1992    | Giappone             |
| 14 | Elisangela de Souza | S/O   | 23 aprile 1980    | Brasile              |
| 15 | Misaki Handa        | C     | 28 aprile 1993    | Giappone             |
| 20 | Sayaka Tsutsui      | L     | 29 agosto 1992    | Giappone             |
| 22 | Mizuho Ishida       | S     | 22 gennaio 1988   | Giappone             |
| 23 | Risa Ishibashi      | C     | 3 febbraio 1990   | Giappone             |

## JT Marvelous
| N° | Nome             | Ruolo | Data di nascita   | Nazionalità sportiva |
| -- | ---------------- | ----- | ----------------- | -------------------- |
| -  | Akihisa Ishihara | All   | 10 febbraio 1966  | Giappone             |
| 1  | Aika Akutagawa   | C     | 3 aprile 1991     | Giappone             |
| 2  | Masami Taniguchi | S/O   | 17 settembre 1976 | Giappone             |
| 3  | Ai Ōtomo         | C     | 24 marzo 1982     | Giappone             |
| 4  | Chie Yoshizawa   | S     | 9 luglio 1983     | Giappone             |
| 5  | Ai Inden         | S     | 3 aprile 1987     | Giappone             |
| 6  | Chiemi Chiba     | S     | 24 settembre 1987 | Giappone             |
| 8  | Eva Janeva       | S     | 31 luglio 1985    | Bulgaria             |
| 9  | Yuki Ishikawa    | C     | 26 aprile 1987    | Giappone             |
| 10 | Kotoe Inoue      | L     | 15 febbraio 1990  | Giappone             |
| 11 | Aya Kamiyashiki  | S     | 27 luglio 1988    | Giappone             |
| 12 | Keiki Nishiyama  | S     | 19 ottobre 1988   | Giappone             |
| 13 | Kaname Yamaguchi | P     | 6 novembre 1989   | Giappone             |
| 14 | Chihiro Usui     | L     | 15 aprile 1992    | Giappone             |
| 15 | Kozue Hayasaka   | C     | 22 novembre 1988  | Giappone             |
| 16 | Miki Ishii       | S     | 7 novembre 1989   | Giappone             |
| 17 | Chiaki Yokoe     | L     | 26 giugno 1989    | Giappone             |
| 18 | Masami Takahashi | S     | 18 febbraio 1991  | Giappone             |
| 19 | Mai Okumura      | C     | 31 ottobre 1990   | Giappone             |
| 20 | Ayumi Nakamura   | S     | 29 agosto 1990    | Giappone             |

## NEC Red Rockets
| N° | Nome             | Ruolo | Data di nascita   | Nazionalità sportiva |
| -- | ---------------- | ----- | ----------------- | -------------------- |
| -  | Akinori Yamada   | All   | 20 febbraio 1976  | Giappone             |
| 1  | Miki Yahata      | S     | 30 luglio 1990    | Giappone             |
| 2  | Sachiko Sugiyama | C     | 19 settembre 1979 | Giappone             |
| 3  | Yeliz Askan      | S/O   | 13 agosto 1987    | Turchia              |
| 4  | Akiko Uchida     | S     | 30 novembre 1985  | Giappone             |
| 5  | Makoto Matsuura  | P     | 9 settembre 1986  | Giappone             |
| 6  | Akari Oumi       | S     | 10 novembre 1989  | Giappone             |
| 7  | Miyuki Akiyama   | P     | 27 agosto 1984    | Giappone             |
| 8  | Haruyo Shimamura | C     | 4 marzo 1992      | Giappone             |
| 9  | Risa Shiragaki   | S     | 30 luglio 1991    | Giappone             |
| 10 | Nami Takiguchi   | L     | 8 giugno 1990     | Giappone             |
| 11 | Cho Shion        | C     | 2 agosto 1985     | Giappone             |
| 13 | Miho Watanabe    | P     | 8 gennaio 1989    | Giappone             |
| 14 | Saori Kaneko     | S     | 9 maggio 1992     | Giappone             |
| 15 | Kana Ōno         | S     | 30 giugno 1992    | Giappone             |
| 16 | Miku Torigoe     | L     | 16 ottobre 1992   | Giappone             |

## Okayama Seagulls
| N° | Nome              | Ruolo | Data di nascita   | Nazionalità sportiva |
| -- | ----------------- | ----- | ----------------- | -------------------- |
| -  | Akiyoshi Kawamoto | All   | 7 aprile 1953     | Giappone             |
| 1  | Minami Yoshida    | S     | 27 maggio 1988    | Giappone             |
| 2  | Mai Yamaguchi     | C     | 7 marzo 1983      | Giappone             |
| 3  | Yuki Sasaki       | S     | 23 maggio 1985    | Giappone             |
| 4  | Rika Seki         | C     | 17 dicembre 1988  | Giappone             |
| 5  | Mai Fukuda        | S     | 30 gennaio 1984   | Giappone             |
| 6  | Natsumi Horiguchi | P     | 10 agosto 1991    | Giappone             |
| 7  | Moe Sasaki        | S     | 18 marzo 1992     | Giappone             |
| 8  | Aki Kawabata      | S     | 4 ottobre 1989    | Giappone             |
| 9  | Mai Takeda        | C     | 23 marzo 1994     | Giappone             |
| 11 | Megumi Kurihara   | S     | 31 luglio 1984    | Giappone             |
| 12 | Natsumi Murata    | S     | 14 maggio 1985    | Giappone             |
| 13 | Midori Kitamura   | P     | 21 gennaio 1989   | Giappone             |
| 14 | Haruka Miyashita  | P     | 1º settembre 1994 | Giappone             |
| 15 | Hiroko Okano      | P     | 25 maggio 1976    | Giappone             |
| 16 | Ayaka Noguchi     | L     | 20 agosto 1987    | Giappone             |
| 17 | Arisa Kobayashi   | C     | 10 gennaio 1986   | Giappone             |
| 18 | Junko Kanamori    | L     | 4 settembre 1974  | Giappone             |
| 19 | Aki Kurokawa      | S     | 15 dicembre 1992  | Giappone             |
| 20 | Aki Maruyama      | L     | 6 ottobre 1990    | Giappone             |
| 22 | Rina Urabe        | C     | 22 gennaio 1991   | Giappone             |
| 25 | Mizuki Toyota     | S     | 15 aprile 1993    | Giappone             |
| 27 | Yuka Morita       | P     | 7 febbraio 1991   | Giappone             |
| 28 | Aimi Kawashima    | C     | 15 aprile 1990    | Giappone             |

## Pioneer Red Wings
| N° | Nome             | Ruolo | Data di nascita   | Nazionalità sportiva |
| -- | ---------------- | ----- | ----------------- | -------------------- |
| -  | Naoki Miyashita  | All   | 22 novembre 1956  | Giappone             |
| 2  | Akiko Kouno      | C     | 5 settembre 1989  | Giappone             |
| 3  | Chisato Yokota   | P     | 4 settembre 1990  | Giappone             |
| 4  | Chaïne Staelens  | S     | 7 novembre 1980   | Paesi Bassi          |
| 5  | Akika Hattori    | S     | 22 settembre 1983 | Giappone             |
| 6  | Yōko Hayashi     | L     | 23 dicembre 1983  | Giappone             |
| 8  | Kanako Konno     | S     | 16 aprile 1984    | Giappone             |
| 9  | Satoe Mitsuhashi | S     | 27 settembre 1989 | Giappone             |
| 10 | Yūko Asazu       | S     | 27 agosto 1985    | Giappone             |
| 12 | Rika Hattori     | C     | 19 maggio 1990    | Giappone             |
| 13 | Syoko Tamura     | S/C   | 14 aprile 1990    | Giappone             |
| 14 | Koyomi Tominaga  | P     | 1º maggio 1989    | Giappone             |
| 15 | Fumika Moriya    | C     | 7 aprile 1992     | Giappone             |
| 16 | Yumiko Mochimaru | S     | 16 settembre 1992 | Giappone             |
| 17 | Akari Watanabe   | P     | 18 settembre 1992 | Giappone             |
| 18 | Tsubura Satō     | L     | 19 febbraio 1994  | Giappone             |
| 19 | Mami Ashino      | S     | 22 luglio 1993    | Giappone             |
| 20 | Mami Yoshida     | L     | 5 giugno 1986     | Giappone             |
| 21 | Natsuno Kurami   | C     | 10 maggio 1993    | Giappone             |

## Toray Arrows
| N° | Nome              | Ruolo | Data di nascita   | Nazionalità sportiva |
| -- | ----------------- | ----- | ----------------- | -------------------- |
| -  | Koichiro Kanno    | All   | 18 agosto 1967    | Giappone             |
| 1  | Erika Araki       | C     | 3 agosto 1984     | Giappone             |
| 2  | Kanari Hamaguchi  | L     | 29 agosto 1985    | Giappone             |
| 3  | Hitomi Nakamichi  | P     | 18 settembre 1985 | Giappone             |
| 4  | Arisa Takada      | S     | 17 febbraio 1987  | Giappone             |
| 5  | Marie Wada        | C     | 18 settembre 1987 | Giappone             |
| 6  | Saori Sakoda      | S     | 18 dicembre 1987  | Giappone             |
| 7  | Stephanie Enright | S     | 15 dicembre 1990  | Porto Rico           |
| 8  | Yukari Miyata     | C     | 27 giugno 1989    | Giappone             |
| 9  | Kaori Kodaira     | S     | 13 aprile 1990    | Giappone             |
| 10 | Saki Minemura     | S     | 18 aprile 1990    | Giappone             |
| 11 | Kanami Tashiro    | P     | 25 marzo 1991     | Giappone             |
| 12 | Misato Kimura     | L     | 29 ottobre 1991   | Giappone             |
| 13 | Mari Horikawa     | S     | 3 marzo 1992      | Giappone             |
| 14 | Azusa Futami      | C     | 15 maggio 1992    | Giappone             |
| 15 | Kaho Ohno         | S     | 30 giugno 1992    | Giappone             |
| 16 | Kana Shimohira    | P     | 7 agosto 1993     | Giappone             |
| 17 | Asuka Nomura      | S     | 23 luglio 1994    | Giappone             |
| 18 | Yuki Mori         | C     | 17 novembre 1994  | Giappone             |
| 19 | Nozomi Itoh       | C     | 16 febbraio 1995  | Giappone             |

## Toyota Queenseis
| N° | Nome               | Ruolo | Data di nascita   | Nazionalità sportiva |
| -- | ------------------ | ----- | ----------------- | -------------------- |
| -  | Masayuki Izumikawa | All   | 22 gennaio 1971   | Giappone             |
| 1  | Saki Takeda        | S     | 19 agosto 1988    | Giappone             |
| 2  | Yoshiko Yano       | C     | 1º agosto 1985    | Giappone             |
| 3  | Yoko Yamamoto      | C     | 5 aprile 1989     | Giappone             |
| 4  | Natsumi Fujita     | P     | 5 agosto 1991     | Giappone             |
| 5  | Miyuki Hiramatsu   | C     | 22 novembre 1991  | Giappone             |
| 6  | Tomomi Eto         | C     | 10 settembre 1991 | Giappone             |
| 7  | Yuu Higuma         | P     | 5 aprile 1989     | Giappone             |
| 8  | Rumi Akasaka       | S     | 20 aprile 1991    | Giappone             |
| 9  | Kasumi Takamoto    | S     | 11 giugno 1993    | Giappone             |
| 10 | Emi Hoshino        | S     | 27 febbraio 1993  | Giappone             |
| 11 | Yukiji Kajiwara    | L     | 19 luglio 1990    | Giappone             |
| 12 | Mari Yamada        | S     | 10 aprile 1990    | Giappone             |
| 13 | Sakie Takahashi    | L     | 18 aprile 1993    | Giappone             |
| 14 | Aki Fujiwara       | S     | 14 ottobre 1989   | Giappone             |
| 15 | Kaori Tahara       | C     | 8 aprile 1979     | Giappone             |
| 17 | Aya Takeuchi       | S     | 11 febbraio 1992  | Giappone             |
| 18 | Ayako Sana         | S     | 18 maggio 1985    | Giappone             |
| 23 | Kanani Danielson   | S     | 2 febbraio 1990   | Stati Uniti          |